# Die Handschrift von Saragossa (Film)
Die Handschrift von Saragossa ist eine Literaturverfilmung aus dem Jahr 1964 des polnischen Regisseurs Wojciech Has. Der polnische Schwarzweißfilm bedient sich einer surrealistischen und expressionistischen Bildgestaltung und einer einfallsreichen nicht-linearen Erzählstruktur und diente als Inspiration für bekannte Regisseure und Künstler wie Martin Scorsese, Francis Ford Coppola, Luis Buñuel, Lars von Trier, Harvey Keitel und Jerry García, die ihn wiederholt als einen ihrer Lieblingsfilme bezeichneten.
In verschiedenen internationalen Veröffentlichungen wurde der im Original 180 Minuten lange Film stark gekürzt, so auf 147 Minuten in Großbritannien und 125 Minuten in den USA. Während der 1990er-Jahre wurde vom Grateful-Dead-Gitarristen Jerry García zusammen mit Martin Scorsese und Francis Ford Coppola die Restaurierung einer ungeschnittenen Fassung finanziert, so dass der Film 2002 zum ersten Mal auf DVD veröffentlicht werden konnte.
In der Bundesrepublik Deutschland hatte das Werk seine Premiere am 4. Juni 1968 im Programm des Ersten Deutschen Fernsehens (ARD).

## Handlung
Während der napoleonischen Kriege in Spanien finden zwei feindliche Offiziere in einer Hütte ein altes Manuskript und vergessen über dem Lesen der reich bebilderten Handschrift den Krieg und die außerhalb der Hütte weiterkämpfenden Soldaten.
Nun erzählt der Film die Geschichte des jungen wallonischen Offiziers Alfons van Worden, der im Jahr 1739 durch die wilde und unzugängliche Sierra Morena reitet. Er lernt zwei maurische Prinzessinnen kennen, die vorgeben, seine Verwandten zu sein. Nach einer heißen Nacht erwacht er unter einem Galgen neben zwei Gehängten. Er glaubt, von Dämonen verführt worden zu sein. Von jetzt an erwacht er wiederholt unter Galgen oder in Verliesen der Inquisition, die Geschichte nimmt zunehmend wahnhafte Züge an. Van Worden begegnet vielen Menschen, die ihm ihre Lebensgeschichten erzählen, welche sich auf vielfältige Weise miteinander verstricken und sich immer weiter verzweigen und komisch oder unheimlich verlaufen.

## Kritiken
„Äußerlich gesehen ein historischer Ausstattungsfilm, gehört Die Handschrift von Saragossa in Wirklichkeit zu den großen Klassikern des phantastischen Films. ... In der zweiten Hälfte des drei Stunden langen Epos verschachtelt Has so viele Rückblenden ineinander, daß den Zuschauer Schwindel ergreift; die Erzählarchitektur wird zum Labyrinth, die Dramaturgie zum Drahtseilakt des gerade noch Möglichen; obwohl der Film als philosophisches Traktat vom Kampf des Rationalismus gegen den Aberglauben bezeichnet werden kann, verliert er nie seine geschliffene Eleganz, seine subtile Vergnüglichkeit“

„Die Handlung ist voller Phantasie und Einfallsreichtum. Wie die Puppe in der Puppe enthält jede einzelne Geschichte neue, die in verschachtelten Rückblenden erzählt werden. Immer wieder wird ein Handlungsfaden aufgegriffen und neuerlich verwirrt durch Bezüge und Andeutungen. Und am Ende wird das verwirrende Geflecht spielerisch und augenzwinkernd aufgelöst. Das ist mit hoher Intelligenz, sicherem Stilempfinden und einem Gespür für romantische Ironie gestaltet.“

„Ein vor allem wegen der geschickten Verschachtelung der Ereignisse und Berichte kunstvoller Film, ein Vergnügen mehr für in der Literatur bewanderte Betrachter ab 16.“

## Vorlage
Der Film basiert auf dem gleichnamigen Roman des polnischen Forschungsreisenden und Romanciers Jan Graf Potocki (1760–1815), an dem dieser bis zu seinem Tode gearbeitet hat.